# Praneel Naidu
Praneel Naidu (29 gennaio 1995) è un calciatore figiano, difensore del Ba e della Nazionale di calcio delle Figi.

## Carriera

### Club
Ha giocato nella prima divisione figiana.

### Nazionale
Dopo aver giocato 12 partite segnando un gol con l'Under-20 (giocando i Mondiali di categoria del 2015), esordisce in Nazionale olimpica il 5 luglio 2015 nella partita dei Giochi del Pacifico 2015 valevole per le qualificazioni ai Giochi della XXXI Olimpiade e vinta per 38-0 contro Micronesia.